# Peter Schmersal
Peter Schmersal (* 5. November 1952 in Wuppertal) ist ein deutscher Maler, der in seiner Geburtsstadt sowie in Berlin lebt und arbeitet. Sein Werk ist von einer stilistischen Vielfalt geprägt, die zwischen detailreicher malerischer Ausführung und reduktiven Momenten changiert.

## Leben und Wirken
Schmersal studierte von 1971 bis 1975 Grafikdesign in Wuppertal und war danach als Grafikdesigner tätig. Ab 1978 beschäftigte er sich mit der Malerei. Von 1980 bis 1982 war Schmersal Gaststudent bei Raimer Jochims an der Frankfurter Städelschule. Anschließend verbrachte er eineinhalb Jahre in Paris und dann an wechselnden Wohnorten in Deutschland.
Mitte der 1980er Jahre sind vornehmlich Stillleben, Landschafts- und Architekturdarstellungen entstanden. Den Motiven aus dieser Zeit haftet bereits eine gewisse Beiläufigkeit an, sie erscheinen in flüchtigen Momentaufnahmen, die durch eine fragmenthafte Ausführung gekennzeichnet sind. Die Stillleben zeigen klassische Sujets: Blumen, Früchte, tote Tiere und Alltagsgegenstände wie Flaschen, Servietten, Schemel oder Tische. Die Motivwahl orientiert sich, wie in der Folgezeit immer wieder, auch an historischen Vorbildern, zum Beispiel an Claude Monets Getreideschober, um in Variationen zu eruieren, inwieweit ein Motiv malerisch ausgereizt ist (vgl. Heuhaufen, 1986, und Heuballen, 1989). Es geht Schmersal folglich um ein Ausloten an technischen wie visuellen Möglichkeiten in der Malerei, die durch seine zeitgenössische Handschrift erweitert wird: „Warum gegenständliche Malerei? Kein bildnerisches Konzept, keine Gestaltung im Sinne von arrangieren oder abstimmen; keine theoretische oder optische Idee. Der Gegenstand ist Konzentrationspunkt“, so der Künstler. „Was für Gegenstände? Theoretisch sind alle Gegenstände gleichberechtigt, es gibt keine Werte. Entscheidend ist der Gegenstand als Textur, als stoffliche Erscheinung in einem bestimmten Zusammenhang oder Verhältnis.“
Zu Beginn der 1990er Jahre folgen neben Stadtlandschaften vor allem Auseinandersetzungen mit dem Porträt, das ebenfalls häufig fragmentiert, nicht nur frontal, oft auch in einer ungewöhnlichen Auf- bzw. Untersicht (vgl. Andreas Bär, 1996, und Caroline Rudorff, 1999) umgesetzt ist, bis hin zu einer physiognomischen Detaildarstellung, zum Beispiel der Mund- und Augenpartien (vgl. die beiden kleinformatigen Werke Mund / Auge / Jerry Mitchell, 1996). Auch bei den zahlreichen Selbstporträts interessiert Schmersal keine homogene Bildgestalt, sondern eine Annäherung an die zahlreichen Möglichkeiten der Selbstwahrnehmung. Er scheint hier malerisch umzusetzen, was Johann Caspar Lavater bereits in seinen Physiognomischen Fragmenten (1775–1778) als „zergliedernden“ zweiten Blick bezeichnet hat. Vor allem bei seinen Porträts wechselt Schmersal häufig die Bildformate, die besonders in den Rundungen des Ovals die Konturen des Gesichts akzentuieren – eine Variante, die an historische Erscheinungsformen von Bildnissen, die Form des Medaillons erinnern.
Seit Beginn des Millenniums könnte die Auswahl der Motive bei Schmersal kaum heterogener sein, vereinzelte Fixpunkte inmitten einer Vielzahl anderer Bilder, deren Umsetzung auch möglich gewesen wäre. Mit der Heraushebung als Malerei wirken sie ganz spezifisch: Das Medium verändert den Blick. Durch die sehr abgewogene Zusammenhanglosigkeit einzelner Motive (vgl. Seil, Karton, 2010, und Tüte, Seil, 2012) stellt Schmersal die unterschiedlichsten Arten von Autorenschaft, Stil, Genre und Verwertungskontext nebeneinander. So werden Farben ähnlich wie in der Pop Art kontrastreich gegenübergesetzt, zum Teil sogar in Graffiti-Manier gesprüht (vgl. Amor der Honigdieb und ich, 2011), dann kunsthistorische Vorlagen von Baldung Grien über Velàzquez bis Gustav Courbet in die Malerei der Gegenwart transformiert (vgl. Der behexte Stallknecht, 2009, und Gräfin Károly, 2005) oder, ganz allgemein, stehen Detailreichtum malerischer Reduktion, monochrome Farbflächen grob ausgeführten Schraffuren gegenüber. Motivisch gibt es weiterhin keine selbstauferlegten spezifischen Vorgaben, doch dominieren weiterhin Figur, Stillleben und Landschaft (vgl. Baumstumpf, Unterholz, 2011). Architektonische Elemente spielen im Bildrepertoire der vergangenen Jahre dagegen keine größere Rolle mehr.
Peter Schmersal weist in seiner künstlerischen Auseinandersetzung darauf hin, dass Malerei durch die Wechselwirkung zwischen Farbmaterie und Bildträger eine Bedeutung erhält. Er ist der Ansicht, „dass das Bildthema in seiner inhaltlichen Wirkung unmittelbar von seiner materiellen Textur abhängt. Das ist ein Aspekt, den ich im allgemeinen Malerei-Diskurs zu wenig berücksichtigt finde.“ Schmersal interessiert die bildnerisch-intuitive Intelligenz im Verhältnis zu deren Spiegelung im kollektiven Fundus. Hier liegt für ihn der Urtopos der Verwandlung begründet, gemäß der Äußerung von Henri Matisse, nach der die Bedeutung eines Künstlers von den Zeichen abhängt, mit denen er die Kunst erweitert, um sie in diesem Bewusstsein wirksamer werden zu lassen.

## Ausstellungen und Kataloge (Auswahl)

### Einzelausstellungen
- 2000: Von der Heydt-Museum, Wuppertal; Dipinti. Opere recenti, Galerie Karsten Greve, Mailand; Porträt, Landschaft, Stillleben, Galerie Michael Schultz, Berlin
- 2001: Neue Arbeiten, Galerie Karsten Greve, Köln
- 2002: Galerie Horst Schuler, Düsseldorf; Peintures récentes, Galerie Karsten Greve, Paris; Museum Baden, Solingen
- 2003: Neue Arbeiten, Galerie Karsten Greve, St. Moritz
- 2004: Malerei, Galerie Karsten Greve, Köln; Künstlerverein Malkasten, Düsseldorf; Flowers Gallery, London
- 2005: Galerie Horst Schuler, Düsseldorf
- 2006: Recent Paintings, Galerie Karsten Greve, Paris; Mensch, Kunstverein Lippe, Lippische Gesellschaft für Kunst e. V., Detmold; Galerie Karsten Greve, Köln
- 2007: Painting, Galerie Karsten Greve, St. Moritz
- 2007: Painting, Galerie Karsten Greve, St. Moritz
- 2010: Galerie Horst Schuler, Düsseldorf
- 2011: Malerei, Städtische Museen, Kunstsammlung Jena
- 2012: Malerei, Galerie der Stadt Remscheid
- 2013: Franz Paludetto, Castello di Rivera, Turin
- 2015: Flowers Gallery, London; Kunstmuseum Solingen (mit Holger Bär)

### Gruppenausstellungen
- 1995: Das Abenteuer der Malerei, Kunstverein für die Rheinlande und Westfalen, Düsseldorf, Württembergischer Kunstverein, Stuttgart
- 1996: Pittura, Franz Paludetto, Castello di Rivera, Turin
- 1997: Arbeiten auf Papier. Kunst der Gegenwart deutscher Künstler, Von der Heydt-Museum, Wuppertal, National M. K. Čiurlionis Art Museum, Kaunas
- 2000: Von Angesicht zu Angesicht. Mimik – Gebärden – Emotionen, Städtisches Museum Leverkusen Schloß Morsbroich
- 2002: Acht Positionen zur Zeichnung, Museum Baden, Solingen
- 2004: Small Is Beautiful XXII, Flowers Gallery, London
- 2006: Neue Malerei. Erwerbungen 2002–2005, Museum Frieder Burda, Baden-Baden
- 2007: Acchrochage, Galerie Karsten Greve, Köln
- 2008: Acchrochage, Galerie Karsten Greve, Paris; Small Is Beautiful XXVI, Flowers Gallery, London
- 2010: Still Life, Margarete Roeder Gallery, New York
- 2011: Ich – Künstlerporträts, Von der Heydt-Museum, Wuppertal
- 2014: Small Is Beautiful XXIX, Flowers Gallery, London
- 2015: Die Beiläufigkeit der Dinge, Overbeck Gesellschaft. Lübeck

### Kataloge
- Peter Schmersal – Malerei, hrsg. von Oliver Zybok, Ausst.-Kat. Galerie der Stadt Remscheid, Ostfildern 2013
- Peter Schmersal – Malerei, hrsg. von Erik Stephan, Ausst.-Kat. Kunstsammlung Jena, Gera 2011
- Neue Malerei. Erwerbungen 2002–2005, Ausst.-Kat. Museum Frieder Burda, Baden-Baden, 2006
- Von Angesicht zu Angesicht. Mimik – Gebärden – Emotionen, hrsg. von Oliver Zybok, Ausst.-Kat. Städtisches Museum Leverkusen Schloß Morsbroich, Leipzig 2000
- Peter Schmersal, Ausst.-Kat. Galerie Karsten Greve, Köln, 1999
- Arbeiten auf Papier. Kunst der Gegenwart deutscher Künstler, hrsg. von Eva-Maria Schoofs-Kentner & Oliver Zybok, Ausst.-Kat. Von der Heydt-Museum, Wuppertal, National M. K. Čiurlionis Art Museum, Kaunas, Wuppertal 1997
- Das Abenteuer der Malerei, hrsg. von Martin Hentschel & Raimund Stecker, Ausst.-Kat. Kunstverein für die Rheinlande und Westfalen, Düsseldorf,
- Württembergischer Kunstverein Stuttgart, 1995
- Peter Schmersal. Malerei, Peinture, Paintings, Ausst.-Kat. Galerie Karsten Greve, Köln, 1990

## Ehrungen und Auszeichnungen
- 1993: von der Heydt-Kulturpreis (Förderpreis)[1]